# Psychropotes longicauda
Psychropotes longicauda — вид голотурій родини Psychropotidae .

## Поширення
Космополітичний абісальний вид морських огірків, який зустрічається на морському дні світового океану на глибині 1100-5173 метрів. Його личинка пелагіальна і часто зустрічається на висоті понад 500 м над дном океану.

## Опис
Тіло дуже гнучке і може досягати довжини від 14 до 32 см. Воно приблизно циліндричне, але найширше і дещо сплощене біля переднього кінця. У дорослої особини на передньому кінці є вісімнадцять коротких живильних щупалець, кожне з яких має шкірястий кінцевий диск із втягуючими відростками, що виступають навколо краю. На задньому кінці є дорсальний хвостовий відросток довжиною до 12 см, загострений або з парою кінчиків різної довжини. Уздовж черевної поверхні є подвійний ряд маленьких трубчастих ніжок і один ряд більших трубчастих ніжок з кожного боку тіла. У збережених екземплярів шкіра м'яка і податлива, колір фіолетовий.
Личинка має десять щупалець. Тіло прозоре з червонуватим відтінком на передньому кінці. Має непарний драглистий спинний придаток. Личинки можуть виростати щонайменше до 23 мм у довжину, за винятком відростка, який може бути майже таким же довгим, як тіло.